# Górki (Pułtusk)
Górki – niestandaryzowana część miasta Pułtuska w mazowieckim w powiecie pułtuskim. Leży na zachodzie miasta. Dawna wieś w przybliżeniu obejmowała teren od ulicy Mickiewicza (która do 1933 roku nosiła miano ulicy Górki) do wąwozu wzdłuż ulicy Jana Pawła II i ulicy Kolejowej.

## Historia
Górki to dawniej samodzielna wieś. W latach 1867–1922 należała do gminy Kleszewo w powiecie pułtuskim, początkowo w guberni łomżyńskiej, a od 1919 w woj. warszawskim. 1 lipca 1922 Górki włączono do Pułtuska.